# Nominalfras
En nominalfras (ibland förkortat NP efter engelskans noun phrase eller NF på svenska) är inom grammatiken en fras, det vill säga en del av en sats, som syntaktiskt fungerar som ett substantiv (ett nomen). 
En nominalfras byggs upp av antingen ett substantiv, ett substantiviskt pronomen eller ett egennamn, som utgör huvudordet i frasen. Detta huvudord kan antingen stå ensamt eller som en följd av ord, där i så fall ett av orden är huvudord och resten av frasen bestämning:
Den värmländska (framförställt attribut) flickan (huvudord)
Flickan (NP) (huvudord) som är från Värmland (efterställt attribut i form av en bisats)
Nominalfrasen kan utgöra en del av en annan fras, till exempel som rektionen i en prepositionsfras:
Flickan [från Värmland]
Nominalfraserna delas in i definita och indefinita nominalfraser.
I en sats kan en nominalfras fungera som subjekt, objekt, adverbial eller predikativ.